# Struthanthus spirostylis
Struthanthus spirostylis là một loài thực vật có hoa trong họ Loranthaceae. Loài này được (DC.) Eichler miêu tả khoa học đầu tiên.